# Oberonia equitans
Oberonia equitans là một loài thực vật có hoa trong họ Lan. Loài này được (G.Forst.) Mutel mô tả khoa học đầu tiên năm 1837.